# Hà Xuyên
Hà Xuyên là diễn viên múa, điện ảnh và truyền hình người Việt Nam, bà được biết đến với vai nữ điệp báo Ngọc Mai trong bộ phim Biệt động Sài Gòn, vai Hà trong Xa và gần. Bà được Nhà nước phong tặng danh hiệu Nghệ sĩ Ưu tú.

## Tiểu sử
Hà Xuyên, tên thật là Hà Thị Như Xuyên, sinh năm 1956 trong một gia đình nghèo có 6 chị em ở xã Nam Thắng - huyện Tiền Hải - tỉnh Thái Bình. Bố của bà là một chiến sĩ diệt dốt, một cây văn nghệ giỏi ở địa phương, mẹ bả làm nông nhưng là thành viên trong ban chấp hành phụ nữ xã.
Khi mới 15 tuổi (1971), bà trúng tuyển và trở thành diễn viên múa solo chuyên nghiệp của đoàn Ca múa Thái Bình. NSƯT Hà Xuyên kết hôn năm 20 tuổi (1976),
Năm 1978, bà sinh con gái đầu lòng và sinh thêm con trai năm 1990, vài năm sau đó vợ chồng bà li hôn.
Sau khi bố mất năm 1983, bà từng phải bươn chải để nuôi mẹ, chị, em trai, em gái.

## Sự nghiệp
Năm 1970 khi đang học lớp 8, bà được chị gái rủ đi thi vào Đoàn Ca múa Thái Bình và trở thành diễn viên múa đơn chuyên nghiệp. Vì quá nhỏ, không đủ tuổi vào biên chế, nên giấy tờ của Hà Xuyên được đổi lại thành năm 1954. Để tiện xướng danh khi bà lên biểu diễn, lãnh đạo đoàn đã gợi ý những cái tên đẹp và ngắn gọn nhưng bà chỉ thích giữ lại họ tên của mình. Và nghệ danh Hà Xuyên được ra đời.
NSƯT Hà Xuyên kết hôn năm 20 tuổi (1976), chồng bà bấy giờ là nhạc trưởng của ban nhạc thuộc Đoàn ca múa Thái Bình; ông vốn là người miền Nam tập kết. Sau khi cưới, (1977) bà theo chồng từ Thái Bình vào TP Hồ Chí Minh và dạy các lớp múa theo phân công của Phòng văn hóa thuộc Sở Văn hoá Thông tin TP Hồ Chí Minh. Sau này sở chia tách thành Công ty Biểu diễn Thành Phố và Phòng Sân khấu; bà được điều về Công ty biểu diễn và tiếp tục công tác.
Năm 1981, bà gặp đạo diễn Huy Thành và một năm sau bà được tuyển chọn cho vai diễn chính trong phim Xa và Gần; vai diễn mang lại cho bà Giải diễn viên xuất sắc tại Liên hoan phim Việt Nam lần thứ 8 tại Đà Nẵng.
NSƯT Hà Xuyên tiếp tục thành công với bộ phim Biệt động Sài Gòn năm 1986, cùng năm này bà được di dự Liên hoan phim Tasken- Matxcơva cùng đoàn phót Nơi bình minh chim hót; bộ phim điện ảnh thành công sau này của bà là Cô gái trên sông năm 1989.
Năm 1997, Nhà hát thành phố được trùng tu, bà chuyển qua công tác sanh Trung tâm nghệ thuật và Lưu trữ Điện ảnh Việt Nam tại phòng Phổ biến phim.
Năm 2001 bà tham gia bộ phim truyền hình Ba lần và Một lần; trong cùng năm bà được Nhà nước phong tặng danh hiệu Nghệ sĩ Ưu tú và đại diện cho điện ảnh Việt Nam tham dự Liên hoan phim Kim Kê. Năm 2002, bà vào vai vợ Tư Lê trong Lưới trời, một vai rất khó vì có quá ít đất diễn nhưng bà đã thể hiện xuất sắc.
Năm 2010, bà nghỉ hưu sau 13 năm công tác tại Trung tâm nghiên cứu Nghệ thuật và lưu trữ Điện ảnh thuộc Bộ Văn Hóa.

## Các tác phẩm đã tham gia

### Tóm lược
NSƯT Hà Xuyên được biết đến qua vai Hà trong phim Xa và gần, vai diễn đầu tiên này đã giúp bà đoạt giải Diễn viên xuất sắc của Hội điện ảnh Việt Nam tại Liên hoan phim lần thứ 8 tại Đà Nẵng. Nhưng vai diễn để đời của là Ngọc Mai trong Biệt động Sài Gòn, sau này bà chuyển sang đóng các phim truyền hình đai tập như: Ba lần và Một lần, Huyền sử thiên đô, Lập nghiệp...

### Danh sách phim
| Năm  | Tựa đề                   | Vai diễn           | Giải thưởng                              | Ghi chú                                             |
| ---- | ------------------------ | ------------------ | ---------------------------------------- | --------------------------------------------------- |
| 1982 | Xa và gần                | Hà                 | Diễn viên triển vọng Bông Sen Vàng lần 8 | Điện ảnh (Vai diễn đầu tiên)                        |
| 1983 | Hồi chuông da cam        | Y tá Lệ            |                                          | Điện ảnh                                            |
| 1985 | Con thú tật nguyền       |                    |                                          | Điện ảnh                                            |
| 1986 | Nơi bình yên chim hót    |                    |                                          | Điện ảnh                                            |
| 1986 | Biệt động Sài Gòn        | Ngọc Mai           |                                          | Điện ảnh                                            |
| 1989 | Giai điệu xanh           | Lan                |                                          | Điện ảnh                                            |
| 1989 | Cô gái trên sông         | Mai Liên           |                                          | Điện ảnh                                            |
| 1991 | Đời hát rong             |                    |                                          | Điện ảnh (Thu Hà - Trần Lực)                        |
| 1992 | Sau những giấc mơ hồng   |                    |                                          | Điện ảnh (Lý Hùng - Thu Hà)                         |
| 1992 | Đôi mắt người thương     |                    |                                          | Điện ảnh (Việt Trinh - Lê Tuấn Anh)                 |
| 1993 | Tóc gió thôi bay         |                    |                                          | Điện ảnh (Bài hát của phim được Trần Tiến sáng tác) |
| 1994 | Trở về                   |                    |                                          | Điện ảnh                                            |
| 1994 | Cánh chim Mặt Trời       |                    |                                          | Điện ảnh (Kim Xuân - Kim Hiền)                      |
| 2000 | Giao thời                |                    |                                          | Truyền hình dài tập (HTV - Quyền Linh - Ngọc Ánh)   |
| 2001 | Ba lần và Một lần        | Út thêm            |                                          | Truyền hình dài tập (VTV)                           |
| 2002 | Lưới Trời                | vợ Tư Lê           |                                          | Điện ảnh                                            |
| 2003 | Hướng nghiệp             |                    |                                          | Truyền hình dài tập (HTV)                           |
| 2005 | Dollars trắng            | Mẹ Maia            |                                          | Truyền hình dài tập (HTV)                           |
| 2007 | Những chiếc lá thời gian | Bà Nhân            |                                          | Phim video (Senafilm sản xuất)                      |
| 2008 | Lọ lem thời @            | Bà Bích Ngọc       |                                          | Truyền hình dài tập (HTV)                           |
| 2009 | Sóng Tình                |                    |                                          | Truyền hình dài tập (HTV)                           |
| 2009 | Đại gia đình             | Bà Kim             |                                          | Sitcom (HTV)                                        |
| 2011 | Xin thề Anh nói thật     | Bà Trâm            |                                          | Truyền hình dài tập (VTV)                           |
| 2011 | Huyền sử Thiên đô        | Minh đạo Hoàng hậu |                                          | Truyền hình dài tập (VTV)                           |
| 2013 | Đất mặn                  |                    |                                          | Truyền hình dài tập (ĐD: Trương Phương)             |
| 2013 | Vết thù năm tháng        |                    |                                          | Truyền hình dài tập (TH Vĩnh Long)                  |
|      |                          |                    |                                          |                                                     |
|      | 3 trừ 1 bằng 0           |                    |                                          |                                                     |
|      | Ru lại tình gần          |                    |                                          |                                                     |